# Здание Государственного банка (Ростов-на-Дону)
Здание Государственного банка — здание в Ростове-на-Дону, построенное в 1914 году в стиле русского неоклассицизма по проекту архитектора М. М. Перетятковича для размещения конторы Государственного банка Российской империи. Местонахождение ростовского отделения Банка России. Имеет статус объекта культурного наследия регионального значения.

## История
В начале XX века контора Государственного банка размещалась в двухэтажном здании на углу Большой Садовой улицы и Среднего проспекта (ныне проспект Соколова). Банку стало не хватать площадей, и он вынужден был арендовать дополнительные помещения. Тогда было принято решение о строительстве нового здания взамен старого.
Проект здания конторы Государственного банка архитектор М. М. Перетяткович разработал ещё в 1910 году. Первоначально сметными расчётами и подготовкой рабочих чертежей руководил архитектор С. В. Попилин, но его вскоре отстранили за медлительность. Тогда Перетяткович выбрал себе в помощники ростовского гражданского инженера П. А. Тарачкова. Техником-консультантом был А. П. Бутков.
В сентябре 1912 году Перетяткович приехал в Ростов-на-Дону для общего руководства строительными работами. К тому моменту старое здание банка было уже снесено. Строительство предполагалось начать поздней осенью, но из-за морозов работы перенесли на весну 1913 года. Торжественная закладка здания банка состоялась 28 апреля 1913 года. Строительство конторы Госбанка было завершено в 1915 году. Своим фасадом здание Госбанка выходило на Новую Базарную площадь (ныне площадь Советов) и было обращено к алтарю располагавшегося там Александро-Невского собора (снесён в 1930 году).
После прихода советской власти здание было национализировано. В 1920-е годы по проекту Перетятковича было достроено юго-восточное крыло, где разместились квартиры служащих. Здание конторы Государственного банка стало единственным зданием площади, уцелевшем после Великой Отечественной войны. В ходе восстановления площади фасады других зданий были построены в схожей неоклассической стилистике.
В 1950-х годах вместо скульптурной композиции с двуглавым орлом на фасаде здания был установлен герб СССР. В 1994 году проводилась реконструкция фасада здания, в ходе которой на аттике Госбанка восстановили первоначальную геральдическую композицию и надпись «КОНТОРА ГОСУДАРСТВЕННАГО БАНКА».

## Архитектура
Трёхэтажное здание с цокольным этажом имеет П-образную конфигурацию в плане и является архитектурной доминантой площади Советов. Цокольный и первый этажи оформлены рустом, второй и третий — отделаны штукатуркой. Парадные входы украшены наличниками и треугольными сандриками. Оконные проёмы первого этажа оформлены люнетами, второго — замковыми камнями. Фасад с мощным десятиколонным портиком тосканского ордера увенчан грандиозным фронтоном. Аттик над колоннадой украшен скульптурной группой с фигурами римских богов, двуглавым орлов и знамёнами. Первый и второй этажи разделены рельефным поясом, который трактуется как опора для колонн. Подобное деление здание на два яруса призвано зрительно увеличить масштаб сооружения.
В центральной части здания расположены операционные залы: односветный на первом этаже и двусветный, занимающий второй и третий этажи. В торцах залов расположены парадные лестницы, от которых идут коридоры к рабочим помещениям. Здание Госбанка завершает двойной купол, спроектированный профессором Петербургского института гражданских инженеров П. И. Дмитриевым.